# Ljubov Gurina
Ljubov Mihajlovna Gurina (rusko Любовь Михайловна Гурина), ruska atletinja, * 6. avgust 1957, Matuškino, Sovjetska zveza.
Nastopila je na poletnih olimpijskih igrah v letih 1988 in 1992, ko je dosegla osmo mesto v teku na 800 m. V tej disciplini je na svetovnih prvenstvih osvojila dve srebrni in bronasto medaljo, na evropskih prvenstvih naslov prvakinje leta 1994 in bronasto medaljo, na evropskih dvoranskih prvenstvih pa naslov prvakinje leta 1990.